# シングルズVol.3
シングルズVol.3(Singles, Volume 3)は、2003年に発表されたエルヴィス・コステロのアルバム。

## 解説
エルヴィス・コステロの83年から87年までのシングル・リリースをボックス・セットとして3つにまとめたアルバムの第3集

## 収録曲
1. エヴリディ・アイ・ライト・ザ・ブック - Everyday I Write The Book
2. ヒーゼン・タウン - Heathen Town
3. ナイト・タイム - Night Time
4. エヴリディ・アイ・ライト・ザ・ブック（エクステンデッド・ミックス） - Everyday I Write The Book
5. エヴリディ・アイ・ライト・ザ・ブック（スペシャル・バージョン） - Everyday I Write The Book
6. エヴリディ・アイ・ライト・ザ・ブック（インストルメンタル） - Everyday I Write The Book
7. レット・ゼム・オール・トーク - Let Them All Talk
8. ザ・フラーティング・カインド - The Flirting Kind
9. レット・ゼム・オール・トーク（エクステンデッド・リミックス）- Let Them All Talk
10. ピース・イン・アワ・タイム - Peace In Our Time
11. ウィザード・アンド・ダイド - Withered and Died
12. アイ・ウォナ・ビー・ラヴド - I Wanna Be Loved
13. ターニング・ザ・タウン・レッド - Turning the Town Red
14. アイ・ウォナ・ビー・ラヴド（エクステンデッド・スムーチー・アンド・ラニー・バージョン））- I Wanna Be Loved
15. アイ・ウォナ・ビー・ラヴド（バージョン・ディスコテック）-  I Wanna Be Loved (radio version)
16. ジ・オンリー・フレイム・イン・タウン - The Only Flame in Town
17. ザ・コメディアンズ - The Comedians
18. ベイビー・イッツ・ユー - Baby It's You
19. ジ・オンリー・フレイム・イン・タウン（バージョン・ディスコテック） - The Only Flame In Town(radio version)
20. パンプ・イット・アップ（1984・ダンス・ミックス）- Pump It Up
21. ピープルズ・リムジン - Peoples limousine
22. ゼイル・ネヴァー・テイク・ハー・ラヴ・フロム・ミー - They'll Never Take Her Love From Me
23. 悲しき願い - Don't Let Me Be Misunderstood
24. ベイビーズ・ガット・ア・ブランド・ニュー・ヘアドゥ - Baby's Got a Brand New Hairdo
25. ゲット・ユアセルフ・アナザー・フール - Get Yourself Another Fool
26. 悲しき願い（ライブ）- Don't Let Me Be Misunderstood
27. トーキョー・ストーム・ウォーニング（パート1）- Tokyo Storm Warning - part 1
28. トーキョー・ストーム・ウォーニング（パート2）- Tokyo Storm Warning - part 2
29. 夕日に黒い帆
30. アイ・ウォント・ユー - I Want You
31. アイ・ホープ・ユーアー・ハッピー・ナウ - I Hope You're Happy Now
32. ブルー・チェア - Blue Chair (single version)
33. アメリカン・ウィズアウト・ティアーズNO.2（トワイライト・バージョン）American without Tears No. 2 (Twilight version)
34. シューズ・ウィズアウト・ヒールズ - Shoes Without Heels
35. タウン・コールド・ビッグ・ナッシング - A Town Called Big Nothing
36. リターン・トゥ・ビッグ・ナッシング - Return to Big Nothing
37. タウン・コールド・ビッグ・ナッシング（ザ・ロング・マーチ）- A Town Called Big Nothing